# Ермаковка (приток Уя)
Ермаковка — река в России, протекает по Тарскому району Омской области. Устье реки находится в 80 км по левому берегу реки Уй. Длина реки составляет 13 км. Приток — Новая Ермаковка.

## Данные водного реестра
По данным государственного водного реестра России относится к Иртышскому бассейновому округу, водохозяйственный участок реки — Иртыш от впадения реки Омь до впадения реки Ишим, без реки Оша, речной подбассейн реки — бассейны притоков Иртыша до впадения Ишима. Речной бассейн реки — Иртыш.